# William Heinesen
Andreas William Heinesen (15. ledna 1900, Tórshavn – 12. března 1991, tamtéž) byl dánsky píšící faerský spisovatel. Věnoval se próze i poezii, výtvarnému umění a hudbě.

## Život a dílo
Vystudoval obchodní akademii v Kodani, krátce se věnoval žurnalistice.
Literárně debutoval sbírkou lyrické poezie Arktické elegie (1921). S největším ohlasem se setkaly romány Na severu ostrov září (1938), Černý kotel (1949), Ztracení muzikanti (1950), Matka Kuřátka (1952), Dobrá naděje (1964) a Věž na konci světa (1976). Dále napsal například sbírky povídek Začarované světlo (1957), Gamalielova posedlost (1960) a Laterna magica (1985).
V roce 1965 získal Literární cenu Severské rady.